# Hinzuanius africanus
Hinzuanius africanus is een hooiwagen uit de familie Biantidae.